# Óscar Guarín
Óscar Guarín es un productor colombiano más conocido por su asociación con Fox Telecolombia y RTI Producciones.

## Trayectoria

### Productor ejecutivo - Fox Telecolombia
- Azúcar (2016)
- El Capitán (2014)
- Alias el Mexicano (2013-2014)
- Retrato de una mujer (2013)
- La traicionera (2011-2012)

### Productor ejecutivo - TV Azteca
- Eternamente tuya (2009)

### Jefe de producción - Telemundo-RTI Colombia
- Victoria (2007-2008)
- Sin vergüenza (2007)
- Amores de mercado (Amores) (2006)
- La mujer en el espejo (2004-2005)

### Director asistente - RTI Colombia
- Dos mujeres (1997)

### Jefe de producción - RTI Colombia
- La viuda de Blanco (1996)
- María Bonita (1995)
- Las aguas mansas (1994)